# Kyle Abraham
Pour les articles homonymes, voir Abraham (homonymie).
Kyle Abraham (né le 14 août 1977 à Pittsburgh) est un chorégraphe et danseur américain, connu pour son mélange des styles de danse hip-hop, street et moderne.

## Jeunesse
Abraham grandit dans un quartier afro-américain de classe moyenne à Pittsburgh, et commence à danser lorsqu'il a été choisi pour jouer dans une comédie musicale au lycée. Après avoir obtenu un B.F.A. (2000) au State University of New York Purchase College, il se produit brièvement avec la Bill T. Jones/Arnie Zane Dance Company. Il reprend bientôt ses études à la Tisch School of the Arts (TSA) de l'université de New York.

## Carrière
En 2006, il obtient un M.F.A. et chorégraphie un solo fascinant, Inventing Pookie Jenkins, qui bouleverse les stéréotypes sur la masculinité. En 2007, le chorégraphe David Dorfman (en), instructeur d'été à la TSA, invite Abraham à rejoindre la troupe David Dorfman Dance.
Il fonde sa propre compagnie A.I.M by Kyle Abraham (anciennement Abraham.In.Motion) en 2006 à New York et a produit de nombreuses œuvres originales pour A.I.M telles que The Radio Show (2010), Absent Matter (2015), Pavement (2012), Dearest Home (2017), Drive (2017), INDY (2018), Studies on Farewell (2019), An Untitled Love (2021) et Requiem (2022). Il a également été chargé de créer de nouvelles œuvres pour des compagnies de danse internationales telles que Untitled America (2016) pour l'Alvin Ailey American Dance Theater, The Runaway (en) (2018) pour le New York City Ballet, The Bystander (2019) pour Hubbard Street Dance Chicago (en), Only The Lonely (2019) pour Paul Taylor Dance Company (en) et Ash (2019) un solo pour la danseuse principale de l'American Ballet Theater Misty Copeland.
Il est désigné en 2011 comme « le plus brillant talent créatif à émerger durant l’ère Obama » par Out Magazine.